# Jason Pearce
Jason Daniel Pearce (Hillingdon, 6 dicembre 1987) è un ex calciatore inglese, di ruolo difensore.

## Carriera
Nella stagione 2011-2012 ha giocato 43 partite in Championship con il Portsmouth.

## Palmarès

### Club

#### Competizioni nazionali
- Football League One: 1

Wigan: 2015-2016